# 阿尔邦斯
阿尔邦斯（法語：Albens，法語發音：[albɛ̃s]）是法国萨瓦省的一个旧市镇，属于尚贝里区。2016年，阿尔邦斯与临近的5个市镇合并为新市镇昂特勒拉克，阿尔邦斯为新市镇行政中心。

## 地理
阿尔邦斯（45°47'11"N, 5°56'42"E）面积15.3 平方千米，位于法国奥弗涅-罗讷-阿尔卑斯大区萨瓦省，该省份为法国东部省份，历史上为薩伏依的一部分，北起上萨瓦省，西接伊泽尔省和安省，南部和东部与上阿尔卑斯省和意大利接壤。
与阿尔邦斯接壤的市镇（或旧市镇、城区）包括：马桑日、塞桑、布洛伊、圣费利克斯、圣吉罗、莫尼亚尔、拉比奥勒、圣日耳曼拉尚博特。
阿尔邦斯的时区为UTC+01:00、UTC+02:00（夏令时）。

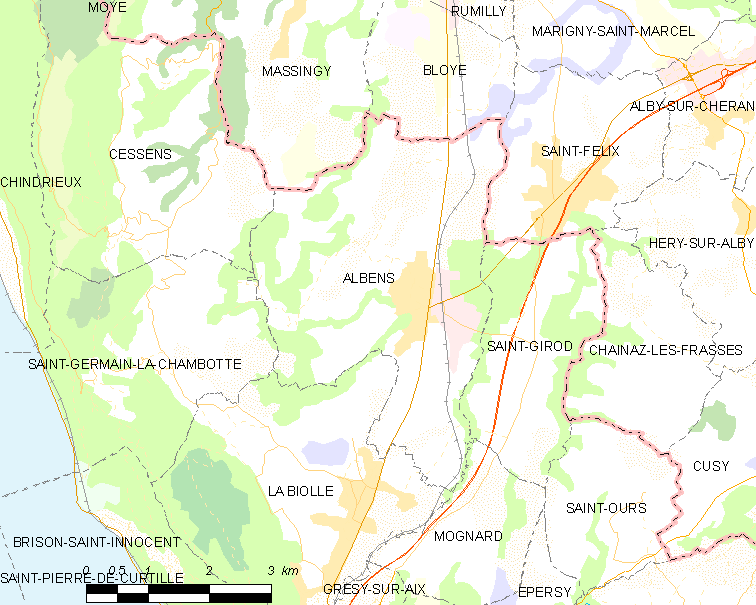
阿尔邦斯的OSM定位图

## 行政
阿尔邦斯的邮政编码为73410，INSEE市镇编码为73010。

## 政治
阿尔邦斯所属的省级选区为艾克斯莱班第一县。

## 人口

1962-2008年间阿尔邦斯人口变化图示

阿尔邦斯于2018年1月1日时的人口数量为3895人。